# クロムウェル (映画)
『クロムウェル』（Cromwell）は、1970年のイギリスの伝記映画。
監督はケン・ヒューズ、出演はリチャード・ハリスとアレック・ギネスなど。
17世紀のイギリスで起きた清教徒革命の立役者の1人として、チャールズ1世を処刑し、イギリス史上唯一の共和制を敷いたオリバー・クロムウェルの半生を描いている。
第43回アカデミー賞衣裳デザイン賞受賞。

## キャスト
- オリバー・クロムウェル: リチャード・ハリス
- チャールズ1世: アレック・ギネス
- マンチェスター伯爵: ロバート・モーレイ
- ヘンリエッタ・マリア王妃: ドロシー・テューティン（英語版）
- ジョン・カーター: フランク・フィンレー
- ルパート王子: ティモシー・ダルトン
- ストラフォード伯爵: パトリック・ワイマーク（英語版）
- ヒュー・ピーター: パトリック・マギー
- エドワード・ハイド: ナイジェル・ストック
- エセックス伯爵: チャールズ・グレイ
- ヘンリー・アイアトン: マイケル・ジェイストン
- トーマス・フェアファクス: ダグラス・ウィルマー（英語版）
- ジョン・ピム: ジェフリー・キーン（英語版）
- リチャード・クロムウェル: アンソニー・メイ（英語版）